# Tour de France 2013 – 7. etap
7. etap kolarskiego wyścigu Tour de France 2013 odbył się 5 lipca. Start etapu miał miejsce w miejscowości Montpellier, zaś meta w Albi. Etap liczył 205,5 kilometra.
Zwycięzcą etapu został Peter Sagan. Drugie miejsce zajął John Degenkolb, a trzecie Daniele Bennati.

## Premie
| Rodzaj | Rodzaj            | Miejscowość / Miejsce             | Kilometry (od startu) | Kilometry (do mety) |
| ------ | ----------------- | --------------------------------- | --------------------- | ------------------- |
|        | Górska (III kat.) | Col des 13 Vents (600 m)          | 80,0                  | 125,5               |
|        | Górska (II kat.)  | Col de la Croix de Mounis (809 m) | 94,5                  | 111,0               |
|        | Lotna             | Viane                             | 135,0                 | 70,5                |
|        | Górska (III kat.) | Côte de la Quintaine              | 149,0                 | 56,5                |
|        | Górska (IV kat.)  | Côte de Teillet                   | 171,0                 | 34,5                |

### Wyniki na premiach
| Lotna – Viane | Lotna – Viane                | Lotna – Viane | Lotna – Viane | Lotna – Viane |
| Msc.          | Zawodnik                     | Zespół        | Punkty        |               |
| ------------- | ---------------------------- | ------------- | ------------- | ------------- |
| 1.            | Peter Sagan                  | CAN           | 20            |               |
| 2.            | Juan Antonio Flecha Giannoni | VCD           | 17            |               |
| 3.            | Fabio Sabatini               | CAN           | 15            |               |
| 4.            | Simon Clarke                 | OGE           | 13            |               |
| 5.            | Simon Gerrans                | OGE           | 11            |               |
| 6.            | Daryl Impey                  | OGE           | 10            |               |
| 7.            | Alessandro De Marchi         | CAN           | 9             |               |
| 8.            | Michael Albasini             | OGE           | 8             |               |
| 9.            | Alan Marangoni               | CAN           | 7             |               |
| 10.           | Moreno Moser                 | CAN           | 6             |               |
| 11.           | Kristijan Koren              | CAN           | 5             |               |
| 12.           | Maciej Bodnar                | CAN           | 4             |               |
| 13.           | Kanstancin Siucou            | SKY           | 3             |               |
| 14.           | Richie Porte                 | SKY           | 2             |               |
| 15.           | Peter Kennaugh               | SKY           | 1             |               |

| Górska – Col des 13 Vents (600 m) | Górska – Col des 13 Vents (600 m) | Górska – Col des 13 Vents (600 m) | Górska – Col des 13 Vents (600 m) | Górska – Col des 13 Vents (600 m) |
| Msc.                              | Zawodnik                          | Zespół                            | Punkty                            |                                   |
| --------------------------------- | --------------------------------- | --------------------------------- | --------------------------------- | --------------------------------- |
| 1.                                | Blel Kadri                        | A2R                               | 2                                 |                                   |
| 2.                                | Jens Voigt                        | RTL                               | 1                                 |                                   |

| Górska – Col de la Croix de Mounis (809 m) | Górska – Col de la Croix de Mounis (809 m) | Górska – Col de la Croix de Mounis (809 m) | Górska – Col de la Croix de Mounis (809 m) | Górska – Col de la Croix de Mounis (809 m) |
| Msc.                                       | Zawodnik                                   | Zespół                                     | Punkty                                     |                                            |
| ------------------------------------------ | ------------------------------------------ | ------------------------------------------ | ------------------------------------------ | ------------------------------------------ |
| 1.                                         | Blel Kadri                                 | A2R                                        | 5                                          |                                            |
| 2.                                         | Jens Voigt                                 | RTL                                        | 3                                          |                                            |
| 3.                                         | Romain Bardet                              | A2R                                        | 2                                          |                                            |
| 4.                                         | Pierre Rolland                             | EUC                                        | 1                                          |                                            |

| Górska – Côte de la Quintaine | Górska – Côte de la Quintaine | Górska – Côte de la Quintaine | Górska – Côte de la Quintaine | Górska – Côte de la Quintaine |
| Msc.                          | Zawodnik                      | Zespół                        | Punkty                        |                               |
| ----------------------------- | ----------------------------- | ----------------------------- | ----------------------------- | ----------------------------- |
| 1.                            | Jan Bakelants                 | RTL                           | 2                             |                               |
| 2.                            | Cyril Gautier                 | EUC                           | 1                             |                               |

| Górska – Côte de Teillet | Górska – Côte de Teillet | Górska – Côte de Teillet | Górska – Côte de Teillet | Górska – Côte de Teillet |
| Msc.                     | Zawodnik                 | Zespół                   | Punkty                   |                          |
| ------------------------ | ------------------------ | ------------------------ | ------------------------ | ------------------------ |
| 1.                       | Jan Bakelants            | RTL                      | 1                        |                          |

## Wyniki etapu
| Msc. | Zawodnik                     | Państwo           | Zespół                  | Czas       | Punkty |
| ---- | ---------------------------- | ----------------- | ----------------------- | ---------- | ------ |
| 1.   | Peter Sagan                  | Słowacja          | Cannondale              | 4h 54' 12" | 45     |
| 2.   | John Degenkolb               | Niemcy            | Team Argos-Shimano      | + 0"       | 35     |
| 3.   | Daniele Bennati              | Włochy            | Team Saxo-Tinkoff       | + 0"       | 30     |
| 4.   | Michał Kwiatkowski           | Polska            | Omega Pharma-Quick Step | + 0"       | 26     |
| 5.   | Edvald Boasson Hagen         | Norwegia          | Sky Procycling          | + 0"       | 22     |
| 6.   | Francesco Gavazzi            | Włochy            | Astana Pro Team         | + 0"       | 20     |
| 7.   | Tony Gallopin                | Francja           | RadioShack-Leopard      | + 0"       | 18     |
| 8.   | Arthur Vichot                | Francja           | FDJ.fr                  | + 0"       | 16     |
| 9.   | Manuele Mori                 | Włochy            | Lampre-Merida           | + 0"       | 14     |
| 10.  | Sylvain Chavanel             | Francja           | Omega Pharma-Quick Step | + 0"       | 12     |
| 11.  | Ramūnas Navardauskas         | Litwa             | Garmin-Sharp            | + 0"       | 10     |
| 12.  | Daryl Impey                  | Południowa Afryka | Orica GreenEdge         | + 0"       | 8      |
| 13.  | Juan Antonio Flecha Giannoni | Hiszpania         | Vacansoleil-DCM         | + 0"       | 6      |
| 14.  | Alexis Vuillermoz            | Francja           | Sojasun                 | + 0"       | 4      |
| 15.  | Simon Gerrans                | Australia         | Orica GreenEdge         | + 0"       | 2      |
| 16.  | Bram Tankink                 | Holandia          | Belkin Pro Cycling      | + 0"       | —      |
| 17.  | Philippe Gilbert             | Belgia            | BMC Racing Team         | + 0"       | —      |
| 18.  | Wout Poels                   | Holandia          | Vacansoleil-DCM         | + 0"       | —      |
| 19.  | Davide Malacarne             | Włochy            | Team Europcar           | + 0"       | —      |
| 20.  | Christophe Riblon            | Francja           | Ag2r-La Mondiale        | + 0"       | —      |
| 21.  | Tejay van Garderen           | Stany Zjednoczone | BMC Racing Team         | + 0"       | —      |
| 22.  | Laurent Didier               | Luksemburg        | RadioShack-Leopard      | + 0"       | —      |
| 23.  | Christopher Froome           | Wielka Brytania   | Sky Procycling          | + 0"       | —      |
| 24.  | Rui Alberto Faria da Costa   | Portugalia        | Movistar Team           | + 0"       | —      |
| 25.  | Cadel Evans                  | Australia         | BMC Racing Team         | + 0"       | —      |
| 26.  | Jens Voigt                   | Niemcy            | RadioShack-Leopard      | + 0"       | —      |
| 27.  | Romain Bardet                | Francja           | Ag2r-La Mondiale        | + 0"       | —      |
| 28.  | Julien El Fares              | Francja           | Sojasun                 | + 0"       | —      |
| 29.  | Richie Porte                 | Australia         | Sky Procycling          | + 0"       | —      |
| 30.  | Roman Kreuziger              | Czechy            | Team Saxo-Tinkoff       | + 0"       | —      |

## Klasyfikacje po etapie

### Klasyfikacja generalna
| Msc. | Zawodnik                   | Państwo           | Zespół                  | Czas        |
| ---- | -------------------------- | ----------------- | ----------------------- | ----------- |
|      | Daryl Impey                | Południowa Afryka | Orica GreenEdge         | 27h 12' 29" |
| 2.   | Edvald Boasson Hagen       | Norwegia          | Sky Procycling          | + 3"        |
| 3.   | Simon Gerrans              | Australia         | Orica GreenEdge         | + 5"        |
| 4.   | Michael Albasini           | Szwajcaria        | Orica GreenEdge         | + 5"        |
| 5.   | Michał Kwiatkowski         | Polska            | Omega Pharma-Quick Step | + 6"        |
| 6.   | Sylvain Chavanel           | Francja           | Omega Pharma-Quick Step | + 6"        |
| 7.   | Christopher Froome         | Wielka Brytania   | Sky Procycling          | + 8"        |
| 8.   | Richie Porte               | Australia         | Sky Procycling          | + 8"        |
| 9.   | Nicolas Roche              | Irlandia          | Team Saxo-Tinkoff       | + 14"       |
| 10.  | Roman Kreuziger            | Czechy            | Team Saxo-Tinkoff       | + 14"       |
| 11.  | Alberto Contador           | Hiszpania         | Team Saxo-Tinkoff       | + 14"       |
| 12.  | Michael Rogers             | Australia         | Team Saxo-Tinkoff       | + 14"       |
| 13.  | Andrew Talansky            | Stany Zjednoczone | Garmin-Sharp            | + 22"       |
| 14.  | Ryder Hesjedal             | Kanada            | Garmin-Sharp            | + 22"       |
| 15.  | Daniel Martin              | Irlandia          | Garmin-Sharp            | + 22"       |
| 16.  | Thomas Danielson           | Stany Zjednoczone | Garmin-Sharp            | + 22"       |
| 17.  | Alejandro Valverde         | Hiszpania         | Movistar Team           | + 25"       |
| 18.  | Rui Alberto Faria da Costa | Portugalia        | Movistar Team           | + 25"       |
| 19.  | Nairo Quintana             | Kolumbia          | Movistar Team           | + 25"       |
| 20.  | Andrey Amador              | Kostaryka         | Movistar Team           | + 25"       |

### Klasyfikacja punktowa
| Msc. | Zawodnik                     | Państwo           | Zespół                  | Punkty |
| ---- | ---------------------------- | ----------------- | ----------------------- | ------ |
|      | Peter Sagan                  | Słowacja          | Cannondale              | 224    |
| 2.   | André Greipel                | Niemcy            | Lotto-Belisol           | 130    |
| 3.   | Mark Cavendish               | Wielka Brytania   | Omega Pharma-Quick Step | 119    |
| 4.   | Alexander Kristoff           | Norwegia          | Katusha Team            | 111    |
| 5.   | Edvald Boasson Hagen         | Norwegia          | Sky Procycling          | 88     |
| 6.   | Marcel Kittel                | Niemcy            | Team Argos-Shimano      | 87     |
| 7.   | Michał Kwiatkowski           | Polska            | Omega Pharma-Quick Step | 75     |
| 8.   | Juan Antonio Flecha Giannoni | Hiszpania         | Vacansoleil-DCM         | 69     |
| 9.   | José Joaquín Rojas Gil       | Hiszpania         | Movistar Team           | 66     |
| 10.  | Danny van Poppel             | Holandia          | Vacansoleil-DCM         | 65     |
| 11.  | Daryl Impey                  | Południowa Afryka | Orica GreenEdge         | 51     |
| 12.  | Juan José Lobato             | Hiszpania         | Euskaltel-Euskadi       | 51     |
| 13.  | Simon Gerrans                | Australia         | Orica GreenEdge         | 47     |
| 14.  | Francesco Gavazzi            | Włochy            | Astana Pro Team         | 46     |
| 15.  | John Degenkolb               | Niemcy            | Team Argos-Shimano      | 43     |

### Klasyfikacja górska
| Msc. | Zawodnik              | Państwo   | Zespół             | Punkty |
| ---- | --------------------- | --------- | ------------------ | ------ |
|      | Blel Kadri            | Francja   | Ag2r-La Mondiale   | 12     |
| 2.   | Pierre Rolland        | Francja   | Team Europcar      | 11     |
| 3.   | Simon Clarke          | Australia | Orica GreenEdge    | 5      |
| 4.   | Thomas De Gendt       | Belgia    | Vacansoleil-DCM    | 4      |
| 5.   | Jens Voigt            | Niemcy    | RadioShack-Leopard | 4      |
| 6.   | Jan Bakelants         | Belgia    | RadioShack-Leopard | 3      |
| 7.   | Cyril Gautier         | Francja   | Team Europcar      | 3      |
| 8.   | Mikel Nieve Iturralde | Hiszpania | Euskaltel-Euskadi  | 3      |
| 9.   | Lars Boom             | Holandia  | Belkin Pro Cycling | 2      |
| 10.  | Lars Petter Nordhaug  | Norwegia  | Belkin Pro Cycling | 2      |
| 11.  | Romain Bardet         | Francja   | Ag2r-La Mondiale   | 2      |
| 12.  | Alexis Vuillermoz     | Francja   | Sojasun            | 2      |
| 13.  | Brice Feillu          | Francja   | Sojasun            | 2      |
| 14.  | Yukiya Arashiro       | Japonia   | Team Europcar      | 1      |
| 15.  | Kanstancin Siucou     | Białoruś  | Sky Procycling     | 1      |

### Klasyfikacja młodzieżowa
| Msc. | Zawodnik               | Państwo           | Zespół                     | Czas        |
| ---- | ---------------------- | ----------------- | -------------------------- | ----------- |
|      | Michał Kwiatkowski     | Polska            | Omega Pharma-Quick Step    | 27h 12' 35" |
| 2.   | Andrew Talansky        | Stany Zjednoczone | Garmin-Sharp               | + 16"       |
| 3.   | Nairo Quintana         | Kolumbia          | Movistar Team              | + 19"       |
| 4.   | Tejay van Garderen     | Stany Zjednoczone | BMC Racing Team            | + 25"       |
| 5.   | Peter Sagan            | Słowacja          | Cannondale                 | + 28"       |
| 6.   | Thibaut Pinot          | Francja           | FDJ.fr                     | + 41"       |
| 7.   | Romain Bardet          | Francja           | Ag2r-La Mondiale           | + 1' 03"    |
| 8.   | Alexis Vuillermoz      | Francja           | Sojasun                    | + 3' 38"    |
| 9.   | Tony Gallopin          | Francja           | RadioShack-Leopard         | + 5' 30"    |
| 10.  | Arthur Vichot          | Francja           | FDJ.fr                     | + 9' 56"    |
| 11.  | Jon Izaguirre Insausti | Hiszpania         | Euskaltel-Euskadi          | + 10' 16"   |
| 12.  | Rudy Molard            | Francja           | Cofidis, Solutions Crédits | + 10' 51"   |
| 13.  | Tom Dumoulin           | Holandia          | Team Argos-Shimano         | + 14' 46"   |
| 14.  | Alexandre Geniez       | Francja           | FDJ.fr                     | + 15' 34"   |
| 15.  | Peter Kennaugh         | Wielka Brytania   | Sky Procycling             | + 15' 54"   |

### Klasyfikacja drużynowa
| Msc. | Zespół             | Państwo           | Czas        |
| ---- | ------------------ | ----------------- | ----------- |
|      | Orica GreenEdge    | Australia         | 80h 45' 40" |
| 2.   | Sky Procycling     | Wielka Brytania   | + 8"        |
| 3.   | Team Saxo-Tinkoff  | Dania             | + 19"       |
| 4.   | Movistar Team      | Hiszpania         | + 25"       |
| 5.   | Garmin-Sharp       | Stany Zjednoczone | + 27"       |
| 6.   | Lampre-Merida      | Włochy            | + 30"       |
| 7.   | Katusha Team       | Rosja             | + 33"       |
| 8.   | BMC Racing Team    | Stany Zjednoczone | + 36"       |
| 9.   | RadioShack-Leopard | Luksemburg        | + 38"       |
| 10.  | Belkin Pro Cycling | Holandia          | + 47"       |